# Лажъял
 Лажъял  — деревня в Сернурском районе Республики Марий Эл. Входит в состав Верхнекугенерского сельского поселения.

## География
Находится в северо-восточной части республики Марий Эл на расстоянии приблизительно 8 км на юго-восток от районного центра посёлка Сернур.

## История
Известна с 1804 года как деревня, где в 16 хозяйствах проживали 139 человек. В 1834 году насчитывался 171 житель, в 1858 году — 214. В 1884—1885 годах в 41 марийском дворе проживали 226 человек. В 1975 году в селении насчитывалось 59 хозяйств, 252 жителя. В 2004 году в деревне насчитывалось 55 жилых домов. В советское время работали колхозы «Йошкар кече», «Красный Октябрь», «У кече».

## Население
Население составляло 327 человек (мари 96 %) в 2002 году, 388 в 2010.

## Известные жители
Фёдорова Зоя Александровна (1931—2010) — учитель русского языка и литературы Лажъяльской средней школы (1972—1986).